# Tercijar
Tercijar je nekada bio jedan od glavnih dijelova geološke kronologije i pokrivao razdoblje od kraja krede prije 65 milijuna godina do početka kvartarskog perioda prije 1,6 milijuna godina. Njegova primjena bila je česta te se nastavlja, iako je Međunarodna komisija za stratigrafiju da se taj izraz više ne koristi u službenoj stratigrafskoj nomenklaturi. Umjesto toga preporučuje se uporaba paleogenskog i neogenskog perioda kao glavnih podjela kenozojske ere. U svojoj uobičajenoj uporabi tercijar je pokrivao pet geoloških epoha - paleocen, eocen, oligocen, miocen i pliocen.
Tercijar otprilike pokriva vremenski period od nestanka dinosaura do početka posljednjeg ledenog doba. Na početku perioda su sisavci zamijenili gmazove kao dominantne životinje. Svaka epoha tercijara je obilježena važnim razvitkom u životu sisavaca. Najstariji prepoznatljivi humanoidski rođaci čovjeka, Proconsul i Australopithecus su se pojavili u tom dobu. Suvremene vrste ptica, gmazova, vodozemaca, riba, i beskralješnjaka su bili ili već prisutni ili se pojavili na samom početku razdoblja, a suvremene vrste cvjetnih biljaka su evoluirali. S druge strane, morski beskralježnjaci kralježnjaci (izuzevši sisavce) vrlo su malo evoluirali.
Kontinentalni pomak bio je skroman - Gondvana se konačno razdvojila, i indijska ploča sudarila se s eurazijskom pločom. Južna Amerika se spojila sa Sjevernom Amerikom pred kraj tercijara. Antarktika, koja se već bila odvojila, pomakla se na svoju današnju poziciju oko Južnog pola. Prevladavala je vulkanska aktivnost. Klima se tijekom tercijara postupno ohladila, započevši s paleocenskim tropsko-umjerenim temperaturama na cijelom svijetu i završivši s velikom glacijacijom pred kraj razdoblja.
Izraz tercijar je prvi koristio Giovanni Arduino u 18. stoljeću. On je geološko vrijeme klasificirao u primitivni (ili primarno), sekundarni i tercijarni period na osnovu geoloških zapažanja u sjevernoj Italiji. Kasnije se počeo primjenjivati četvrti period - kvartar. Godine 1828. Charles Lyell uključio je tercijar u vlastiti, mnogo detaljniji sustav klasifikacije. Tercijar je podijelio u četiri epohe na osnovu postotka fosila mekušaca nalik na moderne vrste pronađenih u tim stratama. Koristio je grčka imena: eocen, miocen, stariji pliocen i noviji pliocen. Iako su te podjele izgledale adekvatne za regiju na koju su se originalno bile primjenjivale (dijelova Alpa i ravnice Italije), taj sustav nije se mogao primijeniti na ostale dijelove Europe i Ameriku. Zato je kasnije uporaba mekušaca u definiciji epoha bila napuštena, te uvedena nova imena i definicije.

## Poveznice
- Geološka razdoblja